# Manus (provincie)
Manus (provincie) is een eilandprovincie in het noorden van Papoea-Nieuw-Guinea met een landoppervlakte van 2.100 km² maar in meer dan 222.000 km² water. Het maakt deel uit van de Admiraliteitseilanden, een groep van 18 eilanden. Het gelijknamige eiland Manus is het belangrijkste en grootste eiland.
Provincies: Central · Chimbu · Eastern Highlands · East New Britain · East Sepik · Enga · Gulf · Hela · Jiwaka · Madang · Manus · Milne Bay · Morobe · New Ireland · Northern · Southern Highlands · Western · Western Highlands · West New Britain · Sandaun

National Capital District      Autonome provincie: Bougainville